# CXCL16
CXCL16 (kurz für CXC-Motiv-Chemokin 16, auch Scavenger receptor for phosphatidylserine and oxidized low density lipoprotein (SR-PSOX)) ist ein körpereigener Botenstoff, welcher der Gruppe der CXC-Motiv-Chemokine zugeordnet wird. Es besitzt zahlreiche ungewöhnliche strukturelle Eigenschaften, wodurch es sich von anderen Chemokinen unterscheidet. Es kommt sowohl in einer Zellmembran gebundenen als auch in einer löslichen Form vor. Als chemotaktisch wirkendes, das heißt die Zellbewegung steuerndes, Zytokin spielt dieses Peptid eine Rolle bei der Mobilisierung und zielgerichteten Wanderung von T-Lymphozyten. Seine Effekte vermittelt dieses Chemokin durch Bindung an den Chemokinrezeptor CXCR6. Für CXCL16 und seinen Rezeptor wird eine Rolle bei der Entstehung der Arteriosklerose angenommen.

## Vorkommen
CXCL16 ist ein Zellmembran gebundenes Chemokin, das insbesondere an der Oberfläche  von antigenrepräsentierender Zellen, wie B-Lymphozyten, Makrophagen und dendritischen Zellen, sowie auf Zellen der Milzpulpa vorkommt. Eine lösliche Variante dieses Chemokins wird insbesondere von Makrophagen freigesetzt.

## Biochemie

### Genetik
CXCL16 wird durch ein Gen auf dem Chromosom 17 Genlocus p13 codiert. Während viele Chemokine vergesellschaftet in bestimmten Genregionen vorkommen, stellt CXCL16 aus genetischer Sicht einen Einzelgänger dar. Die Sequenz von CXCL16 ist speziesübergreifend weniger konserviert als die anderer Chemokine. Zwischen Mensch einerseits und Maus oder Schwein andererseits besteht eine Übereinstimmung von etwa 50 Prozent bezogen auf die Aminosäuresequenz.

### Struktur
CXCL16 vereint einzigartig strukturelle Merkmale von CXC-, CC- und CX3C-Chemokinen. CXCL16 besteht aus einer Chemokin-, einer Mucin- und einer Transmembrandomäne mit einem kurzen intrazellulären C-Terminus. Die Chemokin-Domäne trägt ein charakteristisches CXC-Motiv, weshalb dieses Chemokin auch in die Gruppe der CXC-Chemokine eingeordnet wurde. Dem gegenüber besteht eine höhere Aminosäuresequenzübereinstimmung des Chemokinmotivs mit dem von CC-Chemokinen und der modulare Aufbau ähnelt dem CX3C-Chemokin CX3CL1 (Fractalkin).
CXCL16 ist ein Protein, das zahlreichen posttranslationalen Modifikationen unterliegt. Das primäre Translationsprodukt mit einer molaren Masse von etwa 28 kDa kann glycosyliert oder enzymatisch gespalten werden. In membrangebundener, glycosylierter Form mit einer molaren Masse von etwa 55 kDa kommt CXCL16 insbesondere auf der Zelloberfläche antigenpräsentierender Zellen vor. Unter Einfluss der Metalloprotease ADAM10 kann von dieser membrangebundenen Form eine lösliche Variante mit einer molaren Masse von 40 kDa abgespalten werden.

### Signalweiterleitung
CXCL16 ist zum einen ein Adhäsions- und Signalmolekül. Es vermittelt seine Effekte über eine Bindung und Aktivierung der an der Zelloberfläche von T-Lymphozyten vorkommenden Chemokinrezeptoren CXCR6. Dieser Rezeptor gehört zur Familie der G-Protein-gekoppelten Rezeptoren. Nach Aktivierung des Rezeptors erfolgt eine Weiterleitung des Signals in das Zellinnere über Gi-Proteine, Phosphoinositid-3-Kinasen (PI3K), die PIP3-Dependent-Kinase 1 (PDK-1), die Proteinkinase B, die IκB-Kinase sowie NF-κB. Dieser Signaltransduktionsmechanismus ist sowohl für die CXCL16-vermittelte Zell-Zell-Adhäsion als auch für die proliferationsfördernde Wirkung dieses Chemokins auf Zellen der glatten Muskulatur der Blutgefäße verantwortlich.

## Funktion
CXCL16 wird insbesondere mit der Entstehung der Arteriosklerose wird in Verbindung gebracht, wobei dieses Chemokin eine multifunktionale Rolle als anti- und pro-arteriosklerotischer Faktor einnimmt. Zellmembran gebundenes CXCL16 fungiert als ein Fänger für apoptotische Zellen, Phosphatidylserin und oxidiertes LDL-Cholesterin. Darüber hinaus zeigt CXCL16 eine chemotaktische Wirkung auf T-Lymphozyten, fördert deren Adhäsion an das Endothel von Blutgefäßen und fördert die Zellproliferation sowie die Differenzierung glatter Muskelzellen in einen entzündlichen Phänotyp.